# Britt-Marie Nettelbladt
Britt-Marie Nettelbladt, född 2 juni 1943 i Malmö, död 4 mars 2000 i Limhamn, Malmö, var en svensk silversmed och grafiker under konstnärsnamnet Britt-Marie Lövgren.
Hon studerade vid Sorbonne i Paris, Academie de la ville och Academie Julien. Därefter Köpenhamns konstfack på Guldsmedshögskolan. Hon erhöll gesällbrev som silversmed från Det Kongelige Danske Kunstakademie i Köpenhamn. Då hon återvände till Malmö började hon gå i lära för Bertil Lundberg på Forums grafikskola.
Britt-Maries smycken fick internationellt erkännande och hon mottog pris 1964 av den danska kungen Fredrik IX för sina ljusstakar i silver. Hon deltog i flera utställningar bland annat i Paris, London, Köpenhamn och Stockholm. 
Britt-Marie knöt även samarbete med Yves S:t Laurent, där hon kompletterade hans modeskapande med sina silversmycken. Hon hade en ateljé på Gamla Väster i Malmö under många år och en butik på lilla torg samt Djäknegatan under namnet Scandinaviandesign. Hennes dotter är regissören och dokumentärfilmaren Jessica Nettelbladt. 
Britt-Marie Nettelbladt är gravsatt i minneslunden på Limhamns kyrkogård i Malmö.